# Свинкин, Иосиф Иванович
Иосиф Иванович Свинкин (? — после 1832) — русский контр-адмирал, герой Наваринского сражения.

## Биография
В 1790 году был зачислен в Херсонский Морской кадетский корпус, который закончил в 1793 году с производством в чин гардемарина.
26 ноября 1807 года в чине лейтенанта был награждён «За беспорочную выслугу, в офицерских чинах, 18-ти шестимесячных морских кампаний» орденом Святого Георгия 4-й степени.
Во время русско-турецкой войны участвовал в 1807 году во взятии крепости Анапа. В 1808 году, командуя 14-пушечным бригом «Панагия Апотуменгано», крейсировал в Чёрном море. В мае 1809 года, командуя требакой «Константин», в составе отряда ходил в крейсерство к устью Дуная, во время которого было взято в плен 5 неприятельских судов, а в октябре в составе отряда направился к Варне для поиска турецких судов, но, не обнаружив противника, вернулся в Севастополь.
В 1810 году был назначен командиром 18-пушечного корвета «Крым» и был произведен в чин капитан-лейтенанта. В июне и июле того же года, командуя отрядом из двух судов, крейсировал у Кавказского побережья и истребил 3 неприятельских судна, 5 июня и 4 июля обстреливал укрепления в Геленджикской бухте, а 2 июля — укрепления Суджук-кале. В октябре в составе эскадры под командованием контр-адмирала А. А. Сарычева перешел из Севастополя к Трапезунду, где 11 октября участвовал в обстреле береговых укреплений, а 17 октября в неудачной высадке десанта.
В 1811 году, командуя бригом «Алексей», крейсировал у Батума и Варны, где захватил два турецких судна.
В 1817—1820 годах, командуя 24-пушечным корветом «Язон», крейсировал в Чёрном море. В 1821 году, командуя 32-пушечными фрегатами «Воин» и «Африка», занимал брандвахтенный пост в Севастополе. В 1823 году, командуя транспортом «Мария», в составе эскадры был в практическом плавании в Чёрном море.
В 1824 году был переведен на Балтийский флот.
В 1826 году в чине капитана 2-го ранга был назначен командиром 80-пушечного корабля «Иезекиль» и переведен в 10-й флотский экипаж. В августе-сентябре того же года совершил переход из Архангельска в Кронштадт. В июне-июле 1827 года в составе эскадры под командованием адмирала Д. Н. Сенявина совершил переход из Кронштадта, с заходом в Ревель и Копенгаген, в Портсмут, откуда в составе эскадры под командованием контр-адмирала Л. П. фон Гейдена перешел по маршруту мыс Лизард — Гибралтар — Палермо — Мессина — остров Занте, где русская эскадра соединилась с английской и французской эскадрами.
С 3 октября участвовал в блокаде турецко-египетский флота в Наваринской бухте и 8 октября в Наваринском сражении. В начале сражения получил рану в левый бок, однако в течение четырех часов командовал кораблем, который подавил огнём турецкую береговую батарею, потопил турецкий брандер, а затем уничтожил огнём корабельной артиллерии турецкий 54-пушечный фрегат.

Не нахожу достаточно выражений, дабы изъяснить в. в-ву храбрость, присутствие духа и усердие капитанов, офицеров и нижних чинов, оказанные ими во время кровопролитного сего сражения; они дрались, как львы, против сильного и упорного неприятеля, а в особенности отличились капитаны Лазарев, Авинов, Свинкин, Богданович и Хрущев…— Из рапорта командующего русской эскадрой контр-адмирала графа Л. П. фон Гейдена на Высочайшее имя.
За храбрость, оказанную в сражении 10 декабря 1827 года, произведен в чин капитана 1-го ранга и награждён орденом Святого Владимира 3-й степени.

Капитан 2 ранга Иосиф Свинкин, кавалер орденов Св. Георгия за кампании и Св. Владимира 4 класса. Орденом Св. Владимира 3-й степени и как он, будучи ранен картечью в левый бок, не оставлял своего места во все сражение и отличнейший офицер по службе, то заслуживает быть произведенным в 1 ранг.— Из представления к наградам, подписанным командующим эскадрой контр-адмиралом графом Л. П. фон Гейденом и прилагавшемуся к рапорту от 13 ноября.
21 апреля 1828 года, продолжая командовать кораблем «Иезекиль», захватил в плен египетский корвет «Восточная Звезда», затем участвовал в освобождении Мореи от неприятельских войск.
В апреле-сентябре 1829 года в составе эскадры крейсировал в Архипелаге и участвовал в блокаде Дарданелл. 1 июля 1830 года награжден орденом Св. Анны II степени. 
В январе-мае 1830 года в составе эскадры совершил переход по маршруту остров Мальта — Гибралтар — пролив Ла-Манш — Копенгаген — Кронштадт. В сентябре-октябре того же года в составе эскадры находился в практическом плавании в Балтийском море.
По завершении кампании был назначен вице-директором Кораблестроительного департамента морского министерства. В 1831 году был произведен в чин контр-адмирала, в следующем году был уволен от службы.

## Семья
Сын Свинкин Иван Иосифович — вице-адмирал и командир Бакинского порта.